# Vassilis Vassilikos
Vassilis Vassilikos  (em grego ": Βασίλης Βασιλικός" (Cavala, 18 de novembro de 1934 – Atenas, 30 de novembro de 2023) foi um escritor e diplomata grego. O seu principal romance foi Z, publicado em 1966 e que deu origem a um filme homónimo "Z", realizado em 1969 (e censurado no Brasil até 1980) e que nos fala das atrocidades do Regime dos Coronéis na Grécia.

## Trabalho
Como autor, Vassilikos foi altamente prolífico e amplamente traduzido. Publicou mais de 100 livros, entre romances, peças de teatro e poesia. Sua obra mais conhecida é o romance político Z (1967), que foi traduzido para 32 idiomas e foi a base do premiado filme Z, dirigido por Costa-Gavras (com música de Mikis Theodorakis). Também inspirou o filme indiano Xangai, que foi aclamado pela crítica.
Vassilikos e sua falecida esposa Dimitra (Mimí) eram amigos do poeta americano James Merrill; a morte de Mimí serve como uma reviravolta crítica no poema épico de Merrill, The Changing Light at Sandover (1982).

## Morte
Vassilikos morreu no dia 30 de novembro de 2023 aos 89 anos.

## Publicações selecionadas
- The Monarch
- And Dreams Are Dreams
- The Photographs
- The Plant, the Well, the Angel
- The Coroner's Assistant
- The Harpoon Gun
- The Few Things I Know About Glafkos Thrassakis
- Z (em inglês ISBN 0-394-72990-0 ou ISBN 0-941423-50-6)